# Camp Ritchie

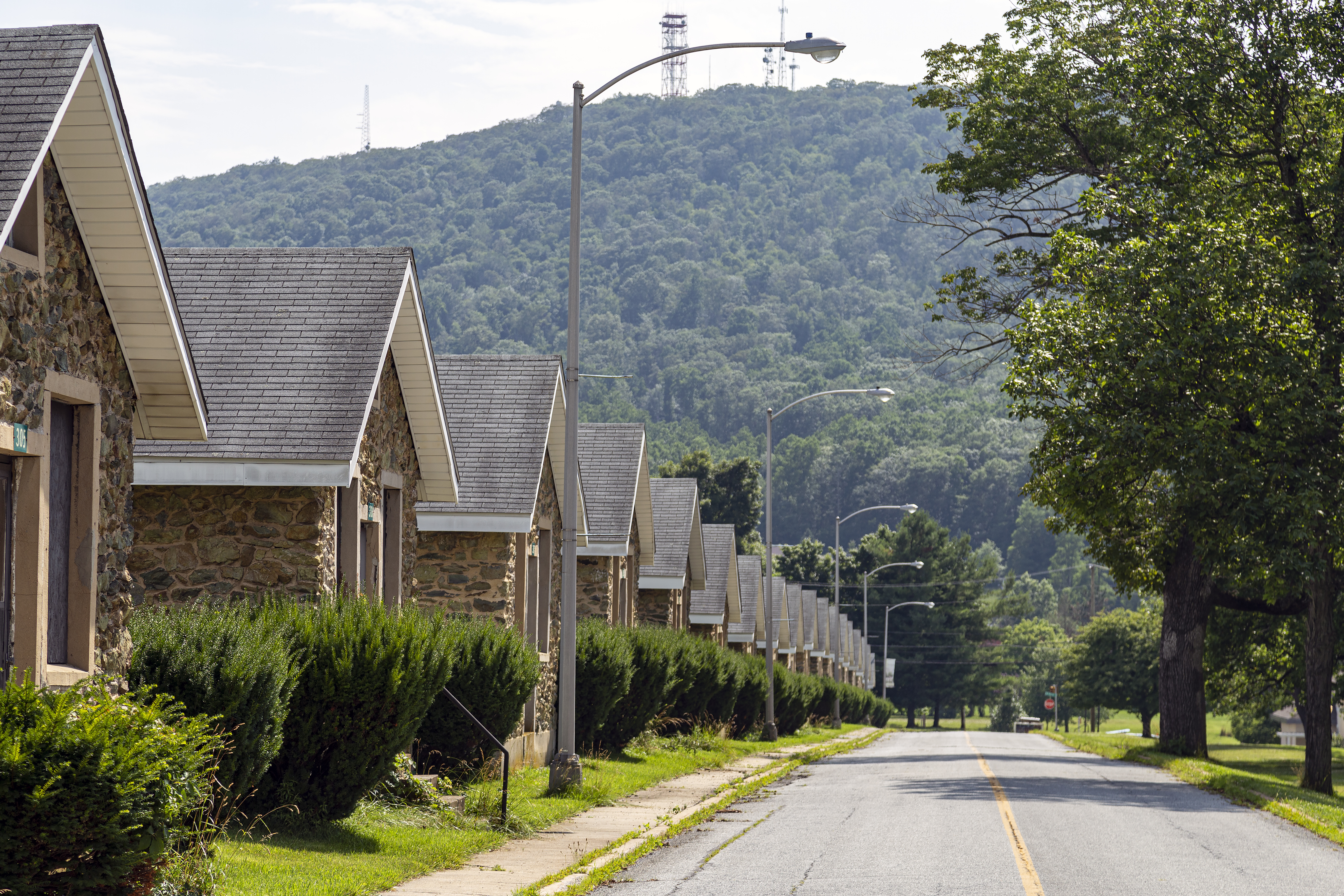
Unterkunftsgebäude im Camp Ritchie

Camp Ritchie (offizieller Name: Military Intelligence Training Center) war ein Ausbildungslager der US Army in Maryland, USA, nordwestlich von Washington, D.C. Sein Name ehrt einen früheren Gouverneur von Maryland, Albert C. Ritchie. 1926 wurden die Grundstücke erworben und die Kasernen am 9. Juli 1927 von der National Guard’s 5th Infantry erstmals bezogen. Die Gebäude gingen dann an den Bund über. In diesem Lager wurde unter anderem die geheime Einheit der Ritchie Boys ausgebildet; dies waren junge Deutsche, die in der US-Armee den Kampf gegen die NS-Diktatur aufnehmen wollten. Insgesamt dürften zwischen 1942 und 1945 rund 19.000 Soldaten ausgebildet worden sein. Davon waren rund 80 Prozent keine US-amerikanische Staatsbürger.
Die meisten Dokumente betreffend Camp Ritchie waren im U.S. Nationalarchiv in St. Louis eingelagert. Bei einem Feuer im Jahre 1973 wurden beinahe 80 Prozent der Dokumente zerstört.